# Élections générales irlandaises de 1932
L’élection générale irlandaise de 1932 s'est tenue le 16 février 1932. 152 des 153 députés sont élus et siègent au Dáil Éireann.

## Mode de scrutin
Les élections générales irlandaises se tiennent suivant un scrutin proportionnel plurinominal avec scrutin à vote unique transférable. En effet, le Ceann Comhairle, qui préside le Dáil Éireann, est automatiquement réélu, conformément à l'article 16, alinéa 6, de la Constitution.

## Résultats
| Parti                                              | Parti                                    | Leader               | Voix      | %      | +/- | Sièges | +/-        | % du Dáil |
| -------------------------------------------------- | ---------------------------------------- | -------------------- | --------- | ------ | --- | ------ | ---------- | --------- |
|                                                    | Fianna Fáil                              | Éamon de Valera      | 566 498   | 44,5 % | 9,3 | 72     | 15         | 47,1      |
|                                                    | Cumann na nGaedhael                      | William T. Cosgrave  | 449 506   | 35,3 % | 3,4 | 57     | 4          | 37,3      |
|                                                    | Parti travailliste                       | Thomas J. O'Connell  | 98 286    | 7,7 %  | 1,4 | 7      | 6          | 4,6       |
|                                                    | Parti des agriculteurs                   | Michael Heffernan    | 22 899    | 1,8 %  | 4,6 | 3      | 3          | 1,9       |
|                                                    | Ligue des travailleurs irlandais         | James Larkin         | 3 860     | 0,3 %  | 0,8 | 0      | 1          | 0         |
|                                                    | Groupes de travailleurs révolutionnaires |                      | 1 087     | 0,1 %  |     | 0      |            | 0         |
|                                                    | Indépendants                             | Indépendants         | 131 890   | 10,4 % | 2,5 | 14     | 2          | 9,1       |
| Votes blancs et nuls                               | Votes blancs et nuls                     | Votes blancs et nuls | 20 804    |        |     |        |            |           |
| Total                                              | Total                                    | Total                | 1 294 830 | 100 %  |     | 153    | stagnation | 100       |
| Participation                                      | Participation                            | Participation        | 1 695 175 | 76,5 % |     |        |            |           |
| Un gouvernement Fianna Fáil minoritaire est formé. |                                          |                      |           |        |     |        |            |           |

Il manque 5 députés à Fianna Fáil pour obtenir la majorité absolue. Un accord est trouvé avec les travaillistes. 

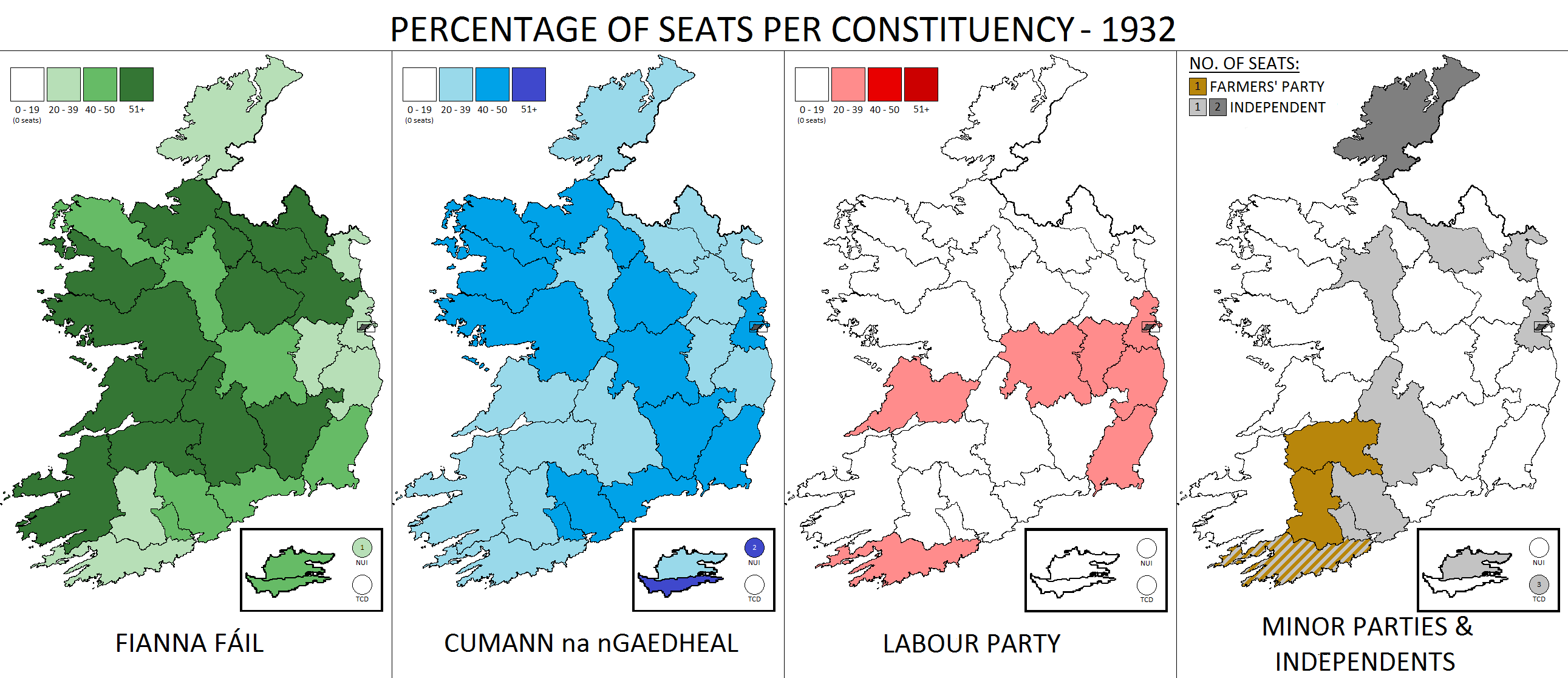
Résultats par circonscription

Résultats par circonscription